# Бойцов, Аркадий Сергеевич
Арка́дий Серге́евич Бойцо́в (17 марта 1923, Подольск — 15 июня 2000, Самара) — советский лётчик, ас истребительной авиации, в годы Корейской войны — замполит 16-го истребительного авиационного полка 97-й истребительной авиационной дивизии, генерал-майор авиации. Герой Советского Союза (1953).

## Биография
Аркадий Бойцов родился 17 марта 1923 года в городе Подольск Московской области в семье служащего. Русский. После получения среднего образования учился в кожевенно-обувном техникуме в Москве.
В марте 1941 года окончил аэроклуб и поступил в Черниговскую военную авиационную школу пилотов, которую окончил в июне 1942 года и был направлен в состав 11-го ИАП ПВО (318-я ИАД). В период Великой Отечественной войны совершил 15 боевых вылетов на прикрытие железнодорожных узлов, перевозок и сопровождение особо важных литерных поездов.
После окончания войны продолжал службу в составе 11-го иап ПВО. В начале 1946 года был направлен командиром эскадрильи в 16-й ИАП ПВО, где прослужил до 1954 года. В 1951 года получил звание «Военный лётчик 1-го класса».
В январе 1952 года в составе 16-го иап ПВО (97-я иад ПВО) убыл в правительственную командировку в КНР, принимал участие в оказании интернациональной помощи народам КНР и КНДР в период войны на Корейском полуострове в качестве заместителя командира эскадрильи по политической части. За период с 21 января по 28 августа 1952 года совершил 55 боевых вылетов, провёл более 30 воздушных боёв, в которых лично сбил 6 самолётов противника (4 F-86 и 2 F-84) и ещё 2 F-86 подбил.
Указом Президиума Верховного Совета СССР от 14 июля 1953 года за мужество и героизм, проявленные при выполнении воинского долга был удостоен звания Героя Советского Союза (медаль № 10861).
После возвращения из командировки в Советский Союз, продолжил службу в ВВС. В 1958 году окончил Военно-воздушную академию. В период с 1958 по 1962 год проходил службу в 105-й авиационной дивизии истребителей-бомбардировщиков в должности командира 296-го авиаполка и заместителя командира дивизии. В 1966 году окончил Военную академию Генштаба. В 1968 году его назначают командиром авиадивизии, а с 14 сентября 1971 года — заместителем командующего ВВС Приволжского Военного округа.
С 25 октября 1976 года генерал-майор авиации А. С. Бойцов в запасе. За время службы в авиации освоил 20 типов отечественных и иностранных самолётов (У-2, УТИ-4, И-15бис, И-16, МиГ-3, Р-40 «Киттихаук», «Спитфайр» LF9E, Як-15, МиГ-15, МиГ-17, МиГ-19, МиГ-21, Ил-14, Ан-26, Ми-8 и другие), налетал на них свыше 2000 часов.
Жил и работал в Куйбышеве. Скончался 15 июня 2000 года. Похоронен в Самаре на Рубёжном кладбище.

## Награды
- медаль «Золотая Звезда» Героя Советского Союза № 10861 (14.07.1953 г. — за бои в Корее)
- 2 ордена Ленина (25.09.1952 г. — за бои в Корее, 14.07.1953 г.)
- 3 ордена Красной Звезды (01.09.1944 г. — за бои в ВОВ, 22.02.1955 г. — за налёт в сложных метеоусловиях, 30.12.1956 г. — за выслугу лет)
- орден Отечественной войны 1-й степени (11.03.1985 г. — к 40-летию Победы)
- медаль «За боевые заслуги» (17.05.1951 г. — за выслугу лет)
- другие медали

## Увековечение памяти

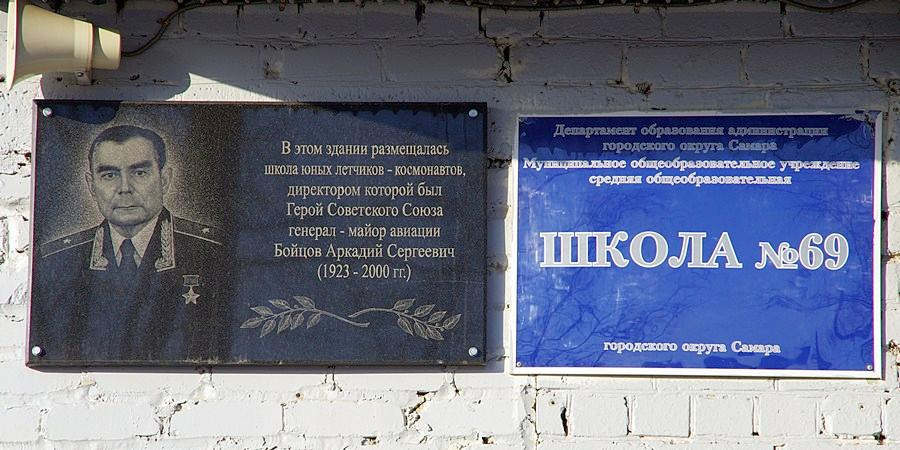
Мемориальная доска на здании муниципальной школы № 69 (г. Самара)

5 мая 2011 года в г. Самара на здании муниципальной школы № 69 была открыта мемориальная доска. Ранее в этом доме находилась Куйбышевская школа летчиков и космонавтов, директором которой являлся Бойцов.